# ウィリアム・ディーン・ハウエルズ
ウィリアム・ディーン・ハウエルズ（William Dean Howells、1837年3月1日－1920年5月11日）はアメリカ合衆国のリアリズム小説家、文芸批評家。「アメリカ文学のディーン」の異名を持つ。小説家として多作であったかたわら、特に月刊誌『アトランティック』の編集者を長期にわたって務めていたことで知られる。その著作には、クリスマスの物語である「毎日クリスマス（Christmas Every Day）」や、「サイラス・ラパムの出世（The Rise of Silas Lapham）」などがある。

## 経歴

### 幼少期と家族
ウィリアム・ディーン・ハウエルズは、1837年3月1日、オハイオ州マーティンズヴィル（現在はマーティンズ・フェリーとして知られている）に生まれる。父はウィリアム・クーパー、母はメアリー・ディーン・ハウエルズ。8人兄弟の2番目だった。彼の父は、新聞の編集者であり印刷業者であったが、オハイオ近辺を何度も引っ越しては住まいを移していた。1840年に、一家はオハイオ州ハミルトンに落ち着く。そこで、ウィリアム・クーパー・ハウエルズは、米国ホイッグ党の機関紙を目の当たりにし、スヴェーデンボリ主義を追究することになる。この地で9年の間定住したのだが、これがこの一家にとって一番長くひとところにいた時期となった。家族は倹約した生活を送らねばならなかったが、若きハウエルズは両親から文学に対して関心を持つよう勧められた。ハウエルズは早くから父親の活字を組む作業や印刷を手伝うようになった。当時、印刷所の見習い工として知られた仕事であった。1852年、父親は、ハウエルズ本人に明かすことなく、彼の作った詩がオハイオ・ステイト・ジャーナルに掲載されるよう手配したのである。

### 初期
1856年、ハウエルズはオハイオ州議会の事務員に採用される。1858年にはオハイオ・ステイト・ジャーナルで働き始め、詩や短編小説、またフランス語、スペイン語、ドイツ語などからの翻訳作品を掲載するようになった。ハウエルズは熱心にドイツ語他の諸言語を学び、ハインリヒ・ハイネに強く興味を抱くようになる。1860年、彼は、他のアメリカ人のライター達と一緒にボストンを訪れ、ジェイムズ・トーマス・フィールズ（詩人、出版業）、ジェイムズ・ラッセル・ローウェル（詩人）、オリバー・ウェンデル・ホームズ・シニア（医師）、ナサニエル・ホーソーン（小説家）、ヘンリー・デイヴィッド・ソロー（作家・思想家）、ラルフ・ワルド・エマーソン（思想家・哲学者・作家）などに会っている。そして、多くの人達と個人的な交友関係を結ぶのである。その中には、ヘンリー・アダムズ（歴史家）、ウィリアム・ジェイムズ（哲学者）、ヘンリー・ジェイムズ（作家）、オリバー・ウェンデル・ホームズ・ジュニア（最高裁判所陪席判事）などがいた。
1860年、ハウエルズはエイブラハム・リンカーンの大統領選挙（※南北戦争の契機となった）キャンペーンで使用された経歴紹介「Life of Abraham Lincoln」を書いたのち、その努力が認められ、彼はヴェネツィアの領事職に就任した。1862年のクリスマス・イヴに、パリのアメリカ大使館で、ハウエルズは、彫刻家ラーキン・ゴールドスミス・ミードの妹であり、建築家ウィリアム・ラザフォード・ミード（当時隆盛しつつあった建築事務所マッキム・ミード・アンド・ホワイトのミード）の妹エリノア・ミードと結婚する。この夫妻の子のうち1人が、後に建築家となるジョン・ミード・ハウエルズである。

### 編集責任者の地位、そしてその他の文学の追究
1865年にアメリカに戻りマサチューセッツ州ケンブリッジに落ち着くや否や、ハウエルズは『アトランティック』や『ハーパーズ・マガジン』などいろいろな雑誌に寄稿した。1866年1月には、上述のフィールズがアトランティック誌の副編集者をしないかと打診してきた。ハウエルズは給料がもっと高くなるよう交渉し、交渉がうまく行くと、フィールズが仕事を厳しく監視し管理することに不満があったにもかかわらず、この話を受けることにした。5年後の1871年には編集責任者となり、1881年までその地位にあった。1869年には、彼はマーク・トウェインに初めて出会い、この出会い以降、2人の友情は長く続いた。しかし、ハウエルズの文学上の様式――写実主義――の発展にとってよりいっそう重要だったのは、ジャーナリストのジョナサン・バクスター・ハリスンとの友情だった。ハリスンは、1870年代に、平凡なアメリカ人の生活に関する一連の記事をアトランティック誌に寄稿していた。また、ハウエルズは、1870年から71年にかけて、ローウェル研究所で、12回にわたって「今世紀のイタリア詩人」と題する講義をおこなっている。
彼は、自分の最初の小説である「Their Wedding Journey」を1872年に出版した。しかし、彼の文学上の名声が一気に高まったのは、1882年に写実的小説「A Modern Instance（現代の一例 邦題：『近ごろよくあること』）」を出版した時であった。小説は結婚生活の崩壊を描いたものだった。1885年の小説「The Rise of Silas Lapham（サイラス・ラパムの出世）」は、彼の著作の中で最も名が通ったものとなった。この小説は、アメリカ人の起業家が絵画の商売で勃興しそして没落していく様子を描いている。ハウエルズの社会に対する視点は、「Annie Kilburn」（1888年）や「A Hazard of New Fortunes（運命の浮沈）」（1890年）、「An Imperative Duty（必須の務め）」（1891年）といった小説でも明確に表現されている。彼はとりわけヘイマーケット事件の裁判の結果に憤っていた。この事件を受けて、A Hazard of New Fortunes の中で、同様の暴動を描いている。また、ヘイマーケット事件に関与したとされる容疑者達の裁判に対して公式に抗議の意を表明している。出版の場でも、自分の小説においても、彼はそのときどきの社会問題を告発するために、人々の耳目を集めることを忘れなかった。ハウエルズは1898年にはアメリカ反帝国主義連盟に加わり、アメリカ合衆国のフィリピン併合に反対した。
ハウエルズの詩は、1873年と1886年に集められ、「Stops of Various Quills」という表題で一巻にまとめられて1895年に出版された。彼はアメリカ写実主義の流れの先導者であり、ロシア人を通してバルザックから写実主義を学んだものの、他の種類の小説には、それがどんなものであれほとんど共感することもなかった。しかし、それでも彼は、スティーヴン・クレイン、フランク・ノリス、ハムリン・ガーランド、ハロルド・フレデリック、エイブラハム・カーハン、セアラ・オーン・ジュエット、ポール・ローレンス・ダンバーといった、自分と異なる作風の新しい作家達をたびたび励ましていた。というのも、彼らの中に、新しいアイデアや小説上の新しい技法を見出していたからである。

### 晩年
1902年、ハウエルズは「The Flight of Pony Baker（ポニー・ベイカーの逃亡）」を出版する。この作品は、子供向けの本で、その一部は彼自身の子供時代にヒントを得て著されたものだった。同じ年に、メイン州キタリー・ポイントのピスカタクア川を見下ろす場所に別荘を購入している。彼は、毎年この地を訪れ、それは20年後、彼が亡くなるまで続いた。ハウエルズが亡くなった後、彼の息子はこの土地と建物をハーバード大学に記念として寄付している。1904年、ハウエルズはアメリカ芸術文学協会の創立メンバー7人のうちの一員に選ばれ、会長に就任する。
1910年2月は、妻エリノアが自分の神経炎を治療するためにモルヒネを使い始めた。5月6日、自分の誕生日の数日後、彼女は亡くなる。ハウエルズの友人であったマーク・トウェインが亡くなってわずか2週間後のことだった。ヘンリー・ジェイムズは弔辞の中で、「私が思うに、あなたの人生のこの裂け目は、あなたの大切なもの全てが計り知れないものだったのだと思い知らせるものでありましょう」と書いている。ハウエルズと娘のミルドレッドは、その年の残りをケンブリッジのコンコード街の自宅で過ごすことにしたのだが、エリノアがいないその暮らしは「幽霊のようでもありぞっとするものでもあった」と感じられたのだった
。
ハウエルズは1920年5月11日の真夜中過ぎに、眠ったまま亡くなった。マサチューセッツ州ケンブリッジに埋葬されている。8年後、彼の娘は彼の書簡をハウエルズの文学生活の伝記として出版した。

### 著作
- Venetian Life (1866)
- Italian Journeys (1867)
- Suburban Sketches (1871)
- Their Wedding Journey (1872)
- The Parlor Car (1876)
- A Counterfeit Presentment (1877)
- The Lady of The Aroostook (1879)

以下は、ハウエルズがイギリスとイタリアに住んでいた時に書かれたものである。「The Rise of Silas Lapham」も同様に1885年に著されたものである。
- The Undiscovered Country (1880)
- A Fearful Responsibility (1881)
- Dr. Breen's Practice (1881)
- The Sleeping Car (1882)
- A Modern Instance (1882)
  - 『近ごろよくあること』 武田千枝子、矢作三蔵、山口志のぶ訳 開文社出版、2018年 ISBN 978-4-87571-090-5
- A Woman's Reason (1883)
- Three Villages (1884)
- Tuscan Cities (1885)
- The Rise of Silas Lapham (1885)

彼は1886年にアメリカ合衆国に戻った。その後様々な種類の作品を著し、それらはフィクション、詩作、ファースなどにわたり、その典型例として、The Sleeping Car, The Mouse-Trap, The Elevator; Christmas Every Day; そして Out of the Question などがある。
- Indian Summer (1886)
- The Minister's Charge (1886)
- Annie Kilburn (1887/88)
- Modern Italian Poets (1887)
- April Hopes (1888)
- Mark Twain's Library of Humor (1888, in conjunction with Mark Twain)
- A Hazard of New Fortunes (1889)
- The Shadow of a Dream (1890)
- Criticism and Fiction (1891)
- Christmas Every Day (1892)
- The Quality of Mercy (1892)
- An Imperative Duty (1892)
- The Coast of Bohemia (1893)
- My Year In a Log Cabin (1893)
- A Traveler from Altruria (1894)
- Stops of Various Quills (1895)
- The Landlord At Lion's Head (1897)
- The Story of a Play (1898)
- Ragged Lady (1899)
- Their Silver Wedding Anniversary (1899)
- The Flight of Pony Baker (1902)
- The Kentons (1902)
- Questionable Shapes (1903)
- Son of Royal Langbrith (1904)
- Editha (1905)
- London Films (1905)
- Certain Delightful English Towns (1906)
- Between the Dark and the Daylight (1907)
- Through the Eye of the Needle (1907)
- Heroines of Fiction (1908)
- The Landlord At Lion's Head (1908)
- My Mark Twain: Reminiscences (1910)
- New Leaf Mills (1913)
- Seen and Unseen at Stratford-upon-Avon: A Fantasy (1914)
- The Leatherwood God (1916)
- Years of My Youth (autobiography) (1916)

## 参考資料
- William Dean Howells House, Cambridge, Massachusetts
- Redtop, his home in Belmont, Massachusetts
- American realism

## 参照
- この記事にはパブリックドメインである次の出版物本文が含まれる: Gilman, D. C.; Peck, H. T.; Colby, F. M., eds. (1905). "Howells, William Dean". New International Encyclopedia (英語) (1st ed.). New York: Dodd, Mead.
- Bleiler, Everett (1948). The Checklist of Fantastic Literature. Chicago: Shasta Publishers. pp. 154
- Fryckstedt, Olov W. 1958. In Quest of America: A Study of Howells’ Early Development as a Novelist. Upsala, Sweden: Thesis.
- Goodman, Susan and Carl Dawson. William Dean Howells: A Writer's Life. Berkeley: University of California Press, 2005.  ISBN 0-520-23896-6
- Lynn, Kenneth S. William Dean Howells: An American Life. New York: Harcourt Brace Jovanovich, Inc., 1970. ISBN 0-15-142177-3
- Olsen, Rodney. Dancing in Chains: The Youth of William Dean Howells. New York: New York University Press, 1991. ISBN 0-8147-6172-0

## 追加資料
- Ulrich Halfmann and William Dean Howells, "Interviews with William Dean Howells," American Literary Realism, 1870-1910, vol. 6, no. 4 (Fall 1973), pp. 274–275, 277-279, 281-399, 401-416. In JSTOR.
- Ulrich Halfmann and Don R. Smith, "William Dean Howells: A Revised and Annotated Bibliography of Secondary Comment in Periodicals and Newspapers, 1868-1919," American Literary Realism, 1870-1910, vol. 5, no. 2 (Spring 1972), pp. 91–121. In JSTOR.
- Radavich, David.  "Twain, Howells, and the Origins of Midwestern Drama."  MidAmerica XXXI (2004): 25-42.
- N.S. Witschi, Traces of Gold: California’s Natural Resources and the Claim to Realism in Western American Literature. Tuscaloosa, AL: University of Alabama Press, 2002.